# The Late Late Show
The Late Late Show és un xou d'entrevistes i varietats americà de nit de la CBS. La primera emissió va ser el gener de 1995, amb Tom Snyder com a amfitrió, seguit per Craig Kilborn i Craig Ferguson. Actualment és presentat per James Corden. L'espectacle es realitza des de la CBS Television City a Los Angeles.

## Carpool karaoke
Carpool Karaoke és un segment recurrent a The Late Late Show with James Corden, en el qual l'amfitrió James Corden convida a famosos convidats musicals a cantar les seves cançons amb ell mentre viatgen en un cotxe conduït per Corden en una ruta planificada normalment a Los Angeles. Angeles, generalment amb el pretext d'haver d'anar a la feina i preferint utilitzar el carril de vehicles compartits amb gran ocupació, o el pretext de necessitar indicacions d'un local quan es troba en una ciutat nova, com ara Londres (amb Adele), Liverpool (amb Paul McCartney), Nova York (amb Madonna) o Las Vegas (amb Celine Dion).
El 2016, Apple Music i CBS Television Studios van anunciar que havien arribat a un acord per a un acord de llicència exclusiu de la primera finestra en virtut del qual Apple Music serà la llar global d'una adaptació de sèries de televisió del segment. També es va anunciar inicialment que la sèrie tindria un amfitrió que apareixeria en cada episodi.El 9 de gener de 2017, es va informar que la sèrie no comptaria amb un sol amfitrió i, en canvi, tindria un amfitrió diferent a cada episodi.

## Llista de presentadors
| Presentador          | Data d'inici           | Data de final          | Episodis |
| -------------------- | ---------------------- | ---------------------- | -------- |
| Tom Snyder           | 9 de gener de 1995     | 26 de març de 1999     | 777      |
| Craig Kilborn        | 29 de març de 1999     | 27 d'agost de 2004     | 1.190    |
| Amfitrions convidats | 20 de setembre de 2004 | 31 de desembre de 2004 | 79       |
| Craig Ferguson       | 3 de gener de 2005     | 19 de desembre de 2014 | 2.058    |
| Amfitrions convidats | 5 de gener de 2015     | 6 de març de 2015      | 45       |
| James Corden         | 23 de març de 2015     | En emissió             | 276      |